# Gasteria croucheri
Gasteria croucheri ist eine Pflanzenart der Gattung Gasteria in der Unterfamilie der Affodillgewächse (Asphodeloideae). Das Artepitheton croucheri ehrt den britischen Gärtner Joseph Croucher (1838–1917).

## Beschreibung

### Vegetative Merkmale
Gasteria croucheri wächst stammlos, ist niederliegend bis aufrecht und erreicht bei einem Durchmesser von 60 Zentimetern eine Höhe von 25 bis 30 Zentimeter. Sie ist einzeln oder bildet durch Teilung dichte Gruppen. Die aufrecht ausgebreiteten, selten spreizenden oder zurückgebogenen, dreieckig bis linealisch-lanzettlichen Laubblätter bilden eine Rosette. Die dunkelgrüne, oft bläulich überhauchte Blattspreite ist 20 bis 36 Zentimeter lang und 3 bis 10 Zentimeter breit. Sie ist mit dichten, weißen Flecken bedeckt, die in diagonalen Streifen angeordnet sind. Die Epidermis ist glatt und nur selten rau. Der fein gesägte und nur manchmal gezähnelte Blattrand ist warzig. Die Blattspitze ist stumpf gerundet oder zugespitzt und trägt ein aufgesetztes Spitzchen. Junge Blätter sind zweizeilig, bandförmig, spreizend bis aufrecht ausgebreitet, glatt oder rau. Die Spitze ist zugespitzt und nur selten stumpf gerundet und trägt ein aufgesetztes Spitzchen.

### Blütenstände und Blüten
Der Blütenstand ist unterschiedlich ausgebildet. Er bildet eine flach-wipfelige Rispe und erreicht eine Länge von bis zu 50 Zentimeter, oder er ist rispig mit einem oder ohne ein Paar Seitenzweige. Die einige Härchen tragenden Brakteen weisen eine Länge von 5 Millimeter auf. Die Blüten stehen an 6 bis 7 Millimeter langen Blütenstielen. Die Blütenhülle ist 28 bis 40 Millimeter lang. Ihr bauchiger Teil ist schmal elliptisch, weist einen Durchmesser von 5 bis 9 Millimeter auf und erstreckt sich über die Hälfte der Länge der Blütenhülle. Die rosafarbene Blütenhülle ist auf der oberen Hälfte weiß und grün gestreift. Der Griffel ragt nicht oder kurz aus der Blütenhülle heraus.
Die Blütezeit ist Mitte des Sommers.

### Früchte und Samen
Die stumpf gerundeten Früchte sind 18 bis 25 Millimeter lang. Sie enthalten 3 bis 4 Millimeter lange und 2 bis 3 Millimeter breite Samen.

## Systematik und Verbreitung
Gasteria croucheri ist in Südafrika in der Provinz KwaZulu-Natal und im Norden der Provinz Ostkap in subtropischen Dickichten auf Felswänden aus quarzitischem Sandstein verbreitet.
Die Erstbeschreibung als Aloe croucheri durch Joseph Dalton Hooker wurde 1869 veröffentlicht. John Gilbert Baker stellte die Art 1880 in die Gattung Gasteria.
Ein Synonym ist Gasteria disticha var. natalensis Baker (ohne Jahr).
Es werden folgende Unterarten unterschieden:
- Gasteria croucheri subsp. croucheri
- Gasteria croucheri subsp. pendulifolia (van Jaarsv.) Zonn.[4][5]
- Gasteria croucheri subsp. pondoensis N.R.Crouch, Gideon F.Sm. & D.G.A.Styles[6]

## Nachweise